# زنبق ورزابی
زنبق ورزابی (نام علمی: Iris vicaria) نام یک گونه از سرده زنبق است.